# Arenaria orbiculata
Arenaria orbiculata là loài thực vật có hoa thuộc họ Cẩm chướng. Loài này được Royle ex Edgew. & Hook.f. mô tả khoa học đầu tiên năm 1874.